# 群馬県道15号前橋伊香保線

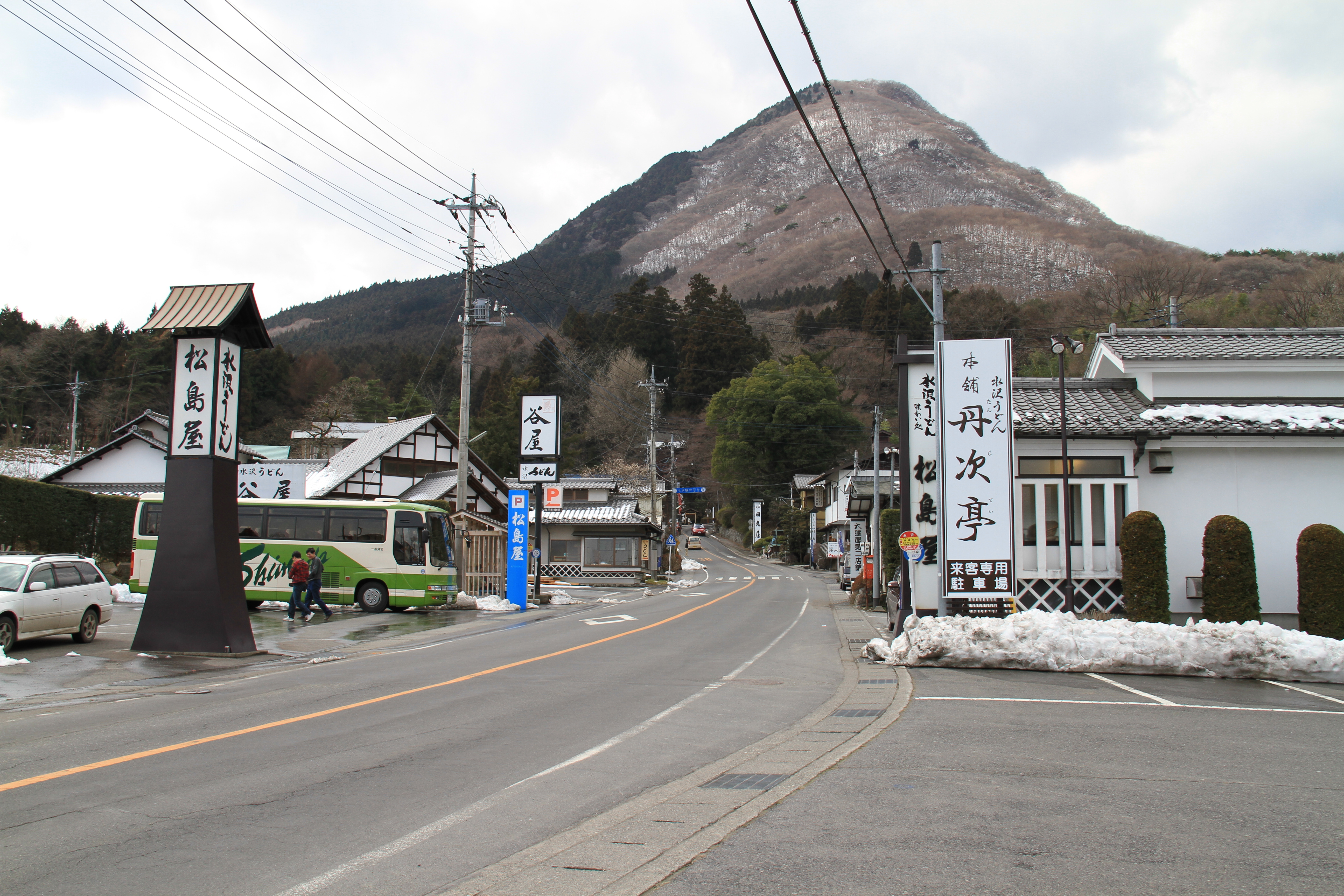
水沢うどん店が軒を連ねる（渋川市伊香保町水沢）

群馬県道15号前橋伊香保線（ぐんまけんどう15ごう まえばしいかほせん）は、群馬県前橋市総社町総社から渋川市伊香保町伊香保を結ぶ県道（主要地方道）である。通称、水沢街道。

## 概要
起点から群馬県道25号高崎渋川線までは、前橋市街地と北西部の新興開発地区を結ぶ幹線として、その先終点までは水沢を経由して温泉地伊香保への入口が終点となる道路である。
車線数は、起点から前橋市高井町までと北群馬郡吉岡町大久保から終点までが2車線、その間（吉岡バイパス区間）が4車線である。

### 路線データ
- 起点：前橋市総社町総社[注釈 1]
- 終点：渋川市伊香保町伊香保（伊香保ビジターセンター前交差点）[注釈 2]
- 重要な経過地：北群馬郡吉岡村[注釈 3]

## 歴史
- 1959年（昭和34年）9月18日：群馬県より現・道路法に基づき、県道前橋伊香保線（前橋市琴平町 - 北群馬郡吉岡村 - 同郡伊香保町大字香湯、整理番号6）として路線認定される[2]。
  - 同時に、前身路線にあたる県道総社伊香保線（前橋市総社町総社 - 北群馬郡伊香保町、整理番号61）が路線廃止される[3]。
- 1983年（昭和58年）1月17日：群馬県より県道路線認定に関する告示（昭和34年群馬県告示第324号）の一部が改正され、整理番号104から整理番号59となる[4]。
- 1993年（平成5年）5月11日：建設省から、県道前橋伊香保線が前橋伊香保線として主要地方道に指定される[5]。

## 路線状況

### バイパス
- 吉岡バイパス

### 重複区間
- 群馬県道161号南新井前橋線（前橋市高井町 - 北群馬郡吉岡町大久保・大松交差点）

## 地理

### 通過する自治体
- 前橋市
- 北群馬郡
  - 吉岡町
- 渋川市

### 交差する道路
- 群馬県道6号前橋箕郷線（起点）
- 群馬県道107号群馬総社停車場線（前橋市総社町植野）
- 群馬県道161号南新井前橋線（前橋市高井町）
- 群馬県道161号南新井前橋線（北群馬郡吉岡町大久保・大松交差点）
- 群馬県道25号高崎渋川線（北群馬郡吉岡町北下・鬼ヶ橋交差点）
- 群馬県道26号高崎安中渋川線（北群馬郡吉岡町上野田・上野田交差点）
- 群馬県道164号渋川吉岡線（北群馬郡吉岡町上野田・上野原交差点）
- 群馬県道153号水沢足門線（渋川市伊香保町水沢）
- 群馬県道33号渋川松井田線（終点）